# Kolga-Jaani (ancienne commune)

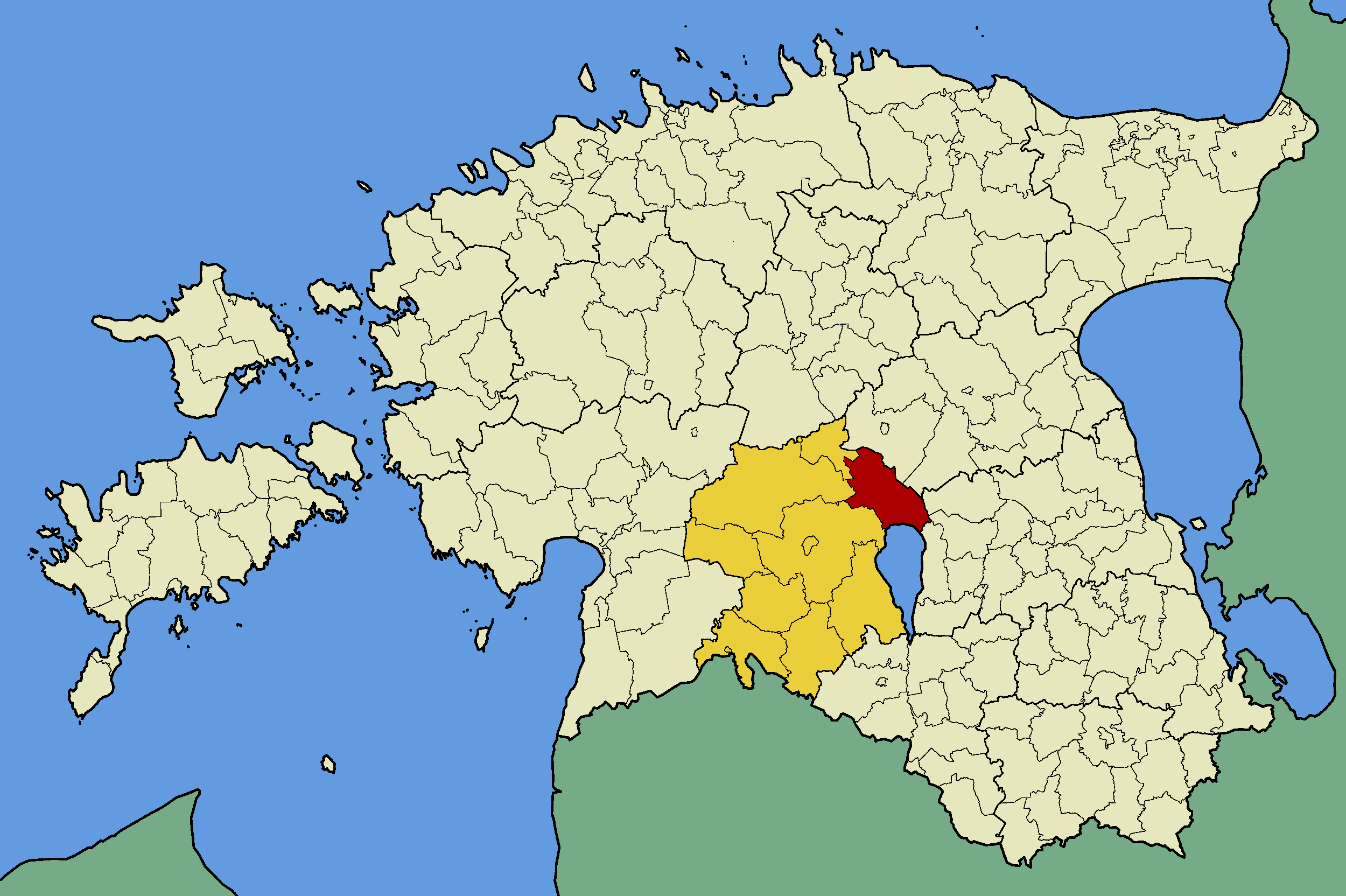
Localisation de l'ancienne commune de Kolga-Jaani (en rouge) dans le comté de Viljandi (en jaune).

Kolga-Jaani est une ancienne commune rurale située dans le comté de Viljandi en Estonie. Son chef-lieu était Kolga-Jaani.

## Géographie
Elle s'étendait sur une surface de 312,35 km2 au nord-est du comté de Viljandi.
Elle comprenait le petit bourg de Kolga-Jaani, ainsi que les villages d'Eesnurga, Järtsaare, Kaavere, Lalsi, Lätkalu, Leie, Meleski, Odiste, Oiu, Oorgu, Otiküla, Parika, Taganurga, Vaibla et Vissuvere.

## Histoire
La commune a été créée sous le règne de Catherine II et portait jusqu'en 1919 le nom de Klein-Sankt-Johannis (« petit Saint-Jean »). L'allemand était la langue administrative et officielle de la Livonie et des provinces baltes, du Moyen Âge (avec le latin), jusqu'en 1919.
Lors de la réorganisation administrative d'octobre 2017, elle est supprimée et réunie à la commune rurale de Viljandi.

## Démographie
La population, comme dans le reste de la région, est en constante diminution depuis les années 1990. Elle s'élevait à 1 387 habitants en 2012.